# ARPC2
ARPC2 (англ. Actin related protein 2/3 complex subunit 2) – білок, який кодується однойменним геном, розташованим у людей на короткому плечі 2-ї хромосоми.  Довжина поліпептидного ланцюга білка становить 300 амінокислот, а молекулярна маса — 34 333.
| 10         |  | 20         |  | 30         |  | 40         |  | 50         |
| ---------- |  | ---------- |  | ---------- |  | ---------- |  | ---------- |
| MILLEVNNRI |  | IEETLALKFE |  | NAAAGNKPEA |  | VEVTFADFDG |  | VLYHISNPNG |
| DKTKVMVSIS |  | LKFYKELQAH |  | GADELLKRVY |  | GSFLVNPESG |  | YNVSLLYDLE |
| NLPASKDSIV |  | HQAGMLKRNC |  | FASVFEKYFQ |  | FQEEGKEGEN |  | RAVIHYRDDE |
| TMYVESKKDR |  | VTVVFSTVFK |  | DDDDVVIGKV |  | FMQEFKEGRR |  | ASHTAPQVLF |
| SHREPPLELK |  | DTDAAVGDNI |  | GYITFVLFPR |  | HTNASARDNT |  | INLIHTFRDY |
| LHYHIKCSKA |  | YIHTRMRAKT |  | SDFLKVLNRA |  | RPDAEKKEMK |  | TITGKTFSSR |
|            |  |            |  |            |  |            |  |            |

A: Аланін

C: Цистеїн

D: Аспарагінова кислота

E: Глутамінова кислота

F: Фенілаланін

G: Гліцин

H: Гістидин

I: Ізолейцин

K: Лізин

L: Лейцин

M: Метіонін

N: Аспарагін

P: Пролін

Q: Глутамін

R: Аргінін

S: Серин

T: Треонін

V: Валін

Білок має сайт для зв'язування з молекулою актину. 
Локалізований у цитоплазмі, цитоскелеті, клітинних контактах, клітинних відростках, синапсах, синаптосомах.